# 73827 Nakanohoshinokai
73827 Nakanohoshinokai este un asteroid din centura principală de asteroizi.

## Descriere
73827 Nakanohoshinokai este un asteroid din centura principală de asteroizi. A fost descoperit pe 12 ianuarie 1996 la Kiso de Isao Sato și M. Abe. Asteroidul prezintă o orbită caracterizată de o semiaxă mare de 2,67 ua, o excentricitate de 0,13 și o înclinație de 3,2° în raport cu ecliptica.